# Богомољачки покрет
Богомољачки покрет (званично Народна хришћанска заједница) је било добровољно удружење верника Српске православне цркве и хришћански евангелистички покрет у тадашњој Краљевини СХС/Југославији.
Формално је основан 1920. године, у настојању да заустави опадање интересовања за веру, ширење Адвентистичке цркве, успон комунизма, атеизма и материјализма, јачање положаја Римокатоличке цркве у Краљевини СХС/Југославији (посебно кроз тежњу да се склопи конкордат), као и интересовање за спиритизам и теозoфију у појединим интелектуалним круговима. Своје корене вуче из неформалних православних богомољачких група које су настале у Војводини средином 19. века, а потом се 1870-их прошириле по југоистоку Србије и у Македонији, као и међу српским војницима у Првом светском рату. Ове групе окупљале су побожне младе мушкарце и жене, који су редовно похађали црквене службе и организовали ходочашћа у манастир Војловица код Панчева. Покрет је настао спонтано, када је, по завршетку рата, неколицина лаика, богомољаца, са великим мисионарским полетом, у гуњевима и опанцима, пошла у народ да проповеда јеванђеоско учење о спасењу. Покрет је временом све више добијао на бројности. Намера је била да се покрене духовно-морална обнова народа, простих лаика са села и из градова, и пробуди црквени живот (жеља за „живом Црквом“), али и да се врши евангелизација неправославних. Православно свештенство се према богомољцима првобитно држало резервисано. Богомољачки покрет је исповедао чисту православну веру, али је практиковао и неке радње које се ретко врше у Православној цркви, као што је јавно читање делова из Новог завета, за које се сматра да су плод утицаја баптистичких заједница које су имале јаку подршку међу локалним Мађарима. Због бојазни да покрет не застрани у погледу учења и претвори се у секту, Свети Архијерејски Сабор СПЦ поверио је владици Николају Велимировићу духовно старешинство над овим спонтаним покретом, са задатком да богомољце „оцрквени“. Ипак, никада међу архијерејима и свештенством Српске православне цркве није постојала пуна сагласност са напорима владике Николаја да омасови Богомољачки покрет, који се многима није допадао због наглашене побожности и „туђинских“ обичаја које су практиковали богомољци.
Покрет је био најактивнији 1920-их година. Често су одржавана богомољска црквено-народна сабрања у манастиру Жича, где је Николаj столовао као епископ. Највеће је било 1938. године, када се окупило преко 100.000 људи из свих крајева земље. Богомољци из околних места долазили су сваке недеље у цркву. После литургије певали су богомољачке песме, а владика Николај држао је своје чувене беседе. Данима и ноћима, сељаци и сељанке, од поста прегладнели, певали су хришћанске песме и крстили се пешачећи до Жиче, где су долазили како би се помолили заједно са својим владиком и узели од њега благослов. Богомољци су углавном били добро прихватани у народу, али је било и места где нису радо дочекивани. „Не одбацујте их! Немојте се бацати каменом на њих, јер можете погодити Христа!“, говорио је за богомољце владика Николај. У наредних 20 година, до почетка Другог светског рата, Народна хришћанска заједница нарашће на 400 братстава са неколико стотина хиљада чланова.
Половином 1930-тих је запажено да су цркве у Београду све пуније, што је приписано ширењу богомољачког покрета.
После Октобарске револуције, руски емигранти у Краљевини СХС почели су да шире теорију о јеврејској одговорности за револуцију у Русији. Народна хришћанска заједница се у својим публикацијама оштро супротстављала „јереси адвентизма“ и позивала на забрану Адвентистичке цркве. У деловању адвентиста видела се завера: о њима се писало као о „плоду јеврејомасонства у хришћанству“. Богомољачки покрет је од средине 1920-их објављивао антисемитске текстове, укључујући делове „Протокола сионских мудраца“ и чланака Хенрија Форда. Касније је Богомољачки покрет био база из које су се регрутовале присталице покрета „Збор“ Димитрија Љотића.
После Другог светског рата, у време комунистичког режима, предратни богомољци и деца из богомољачких породица учинили су много за опстанак Српске православне цркве у Југославији. Из њихових редова регрутован је највећи број свештеника, монаха и монахиња у послератној Србији.